# Clear Lake (Dakota del Sud)
Clear Lake (in dakota: mdéza; "chiaro") è un comune (city) degli Stati Uniti d'America e capoluogo della contea di Deuel nello Stato del Dakota del Sud. La popolazione era di 1,273 persone al censimento del 2010.

## Geografia fisica
Clear Lake è situata a 44°45′19″N 96°41′06″W (44.755248, -96.684950).
Secondo lo United States Census Bureau, ha un'area totale di 3,25 miglia quadrate (8,42 km²).

## Storia
La città ha preso il nome dal locale Clear Lake.

## Società

### Evoluzione demografica
Secondo il censimento del 2010, c'erano 1,273 persone.

### Etnie e minoranze straniere
Secondo il censimento del 2010, la composizione etnica della città era formata dal 97,6% di bianchi, lo 0,4% di afroamericani, lo 0,1% di asiatici, lo 0,4% di altre razze, e l'1,5% di due o più etnie. Ispanici o latinos di qualunque razza erano l'1,0% della popolazione.